# 131 v. Chr.
Portal Geschichte | Portal Biografien | Aktuelle Ereignisse | Jahreskalender | Tagesartikel

◄ |
3. Jahrhundert v. Chr. |
2. Jahrhundert v. Chr. |
1. Jahrhundert v. Chr. |
►

◄ | 150er v. Chr. | 140er v. Chr. | 130er v. Chr. | 120er v. Chr. |
110er v. Chr. |
►

◄◄ | ◄ | 134 v. Chr. | 133 v. Chr. | 132 v. Chr. | 131 v. Chr. |
130 v. Chr. |
129 v. Chr. |
128 v. Chr. |
► |
►►
Staatsoberhäupter

## Ereignisse
- Konsul Publius Licinius Crassus  führt einen Feldzug gegen Aristonikos, den unehelichen Sohn von Eumenes II., der die Vererbung des pergamenischen Reiches an Rom durch Attalos III. im Jahr 133 v. Chr. ablehnt und einen Unabhängigkeitskampf führt. Dabei gelingt keiner der beiden Seiten ein entscheidender Sieg.
- Antiochos VII., König des Seleukidenreiches, beginnt einen Feldzug gegen die Parther, um verlorene Gebiete in Mesopotamien und Iran zurückzuerobern. Der Feldzug beginnt mit zahlreichen Siegen gegen die Parther.